# Рожична (Шепетовский район)
Рожична (укр. Рожична) — село в Шепетовском районе Хмельницкой области Украины.
Население по переписи 2001 года составляло 179 человек. Почтовый индекс — 30452. Телефонный код — 3840. Занимает площадь 0,064 км². Код КОАТУУ — 6825586501.

## Местный совет
30452, Хмельницкая обл., Шепетовский р-н, с. Устьяновка, ул. Советская, 2